# Веденеев, Дмитрий Валерьевич
Дми́трий Вале́рьевич Ведене́ев (укр. Дмитро́ Вале́рійович Вєдєнє́єв) — украинский историк, военный аналитик и эксперт, военный пенсионер Службы безопасности Украины в звании полковника, бывший заместитель директора по научным вопросам УИНП (1 ноября 2010 — 7 апреля 2014). Доктор исторических наук (2006), профессор (2008). Главный редактор научного издания «Военно-исторический вестник» (с 2019). Награждён орденом «За заслуги» III степени (2007), медалями СБ Украины и МО Украины.

## Биография
В 1984 г. поступил на исторический факультет (отделение политической истории) Киевского государственного университета им. Тараса Шевченко. В 1986—1988 гг. прошёл срочную службу в Оршанском ордена Александра Невского и Красной Звезды полку связи Московского военного округа. В студенческие годы принимал активное участие в общественной работе, возглавлял комсомольскую организацию исторического факультета. Тогда же сформировался его научный интерес к изучению проблем истории внешнеполитической деятельности, этим направлением исследований в советскую эпоху можно было заниматься только с санкции КГБ. В 1991 г.. закончил истфак с отличием и квалификацией историка, преподавателя истории и социально-политических дисциплин, стал преподавателем кафедры общественных наук Северодонецкого технологического института. По словам тогдашнего комсомольского активиста исторического факультета Олеся Дония, во времена перестройки Дмитрий Веденеев сотрудничал с КГБ СССР. При этом О.Доний ничем не подтверждал свое голословное утверждение. Д.Веденеев не служил в органах КГБ и не состоял в их агентурном аппарате - на работу в Службу безопасности Украины кандидат исторических наук Д.Веденеев поступил в 1994, став офицером и преподавателем Института подготовки кадров СБУ 
С ноября 1991 получил направление на учёбу в аспирантуре на кафедре истории для гуманитарных факультетов Киевского университета имени Тараса Шевченко. В 1994 г.. стал кандидатом исторических наук, диссертация — «Становление внешнеполитической службы Украины (1917—1920 гг.)».
В 1994—1998 годах — на преподавательской работе в Институте подготовки кадров Академии СБУ, заместитель начальника кафедры истории и политологии.
В 1998—2002 гг. начальник научно-исследовательского отдела Архивно-учётной службы (Государственного архива) СБУ, в 2002—2006 учёный секретарь Национальной академии СБУ, в 2004—2005 годах — заместитель начальника Центра учебно-методической работы Национальной академии СБУ, с 2005 года — главный научный сотрудник Научно-организационного центра Национальной академии СБУ.
в 2006—2010 — заведующий кафедрой истории спецслужб Национальной академии СБУ. Полковник запаса.
в 2010—2014 гг. — заместитель Председателя, предназначенный Указом Президента Украины 1 ноября 2010 г. с 2011 гг. — заместитель директора по науке Украинского института национальной памяти при КМ Украины.
После реорганизации УИНП в статусе научного учреждения работал (апрель-ноябрь 2014) заведующим отделом военной истории Национального НИИ украиноведения и всемирной истории МОН Украины (до ликвидации учреждения); его предшественником был историк Уткин Александр Иванович.
С декабря 2014 по февраль 2015 был заведующим сектора научной библиографии и биографистики Института истории аграрной науки, образования и техники Национальной академии аграрных наук Украины..
С 2015 года — профессор Национальной академии руководящих кадров культуры и искусств (кафедра гуманитарных дисциплин Института практической культурологии и арт-менеджмента).
Также в 2015 назначен главным редактором (с 2019 — заместителем главного редактора) профессионального издания Национальной академии руководящих кадров культуры и искусств — альманах «Культура и современность», зарегистрированный 8 декабря 2014. С 2019 — редактор профессионального издания «Военно-исторический вестник».
В Дипломатической академии Украины при МИД Украины (в 2008—2016 гг.) работал (по совместительству) профессором кафедры дипломатической и консульской службы, на основе собственных научных разработок и авторского учебного пособия преподавал курс «История украинской дипломатической службы».

## Научные работы

### на русском языке
1. Веденеев Д. В. Одиссея Василия Кука. Военно-политический портрет последнего командующего УПА. — К. : К. И. С., 2007. — 208 с.
2. Веденеев Д. Украинский фронт в войнах спецслужб: Исторические очерки. — К. : К. И. С., 2008. — 432 с.
3. Чекисты Украины на "церковном фронте" // Журнал «Родина». — 2014. — № 12. — С. 110—113; 2015. — № 1. — С. 117—119
4. Закулисный актёр истории: Очерки истории разведки и контрразведки. — К.: К. И.С., 2015. — 392 с. (в соавт. с Д. Будковым).
5. Веденеев Д. В. Роль советских спецслужб в разгроме нацизма (на материалах разведывательно-диверсионной деятельности НКВД-НКГБ Украинской ССР) // Великая Отечественная — известная и неизвестная: историческая память и современность: материалы междунар. науч. конф. (Москва — Коломна, 6—8 мая 2015 г.) / отв. ред.: Ю. А. Петров; Ин-т рос. истории Рос.акад. наук; Рос. ист. о-во; Китайское ист. о-во и др. — М.,2015. С. 245—253.
6. Разведка Судоплатова. Зафронтовая диверсионная работа НКВД-НКГБ в 1941—1945 гг. — М.: Алгоритм, 2015. — 576 с. (у співавт. з О. Колпакиди, С. Чертопрудом)
7. Инспиратор церковных расколов 1920-х — начала 1930-х гг. На Украине (страницы биографии чекиста Сергея Карина-Даниленко) // Петербургский исторический журнал. 2015. № 2. С. 208—220.
8. Атеисты в мундирах: Советские спецслужбы и религиозная сфера Украины. — М.: Алгоритм, 2016. — 496 с.
9. Веденеев Д. В., Шкаровский М. В. Репрессивные акции органов государственной безопасности против общин ≪Истинно Православной Церкви≫ в Украинской ССР (1944—1953 гг.) // Вестник Православного Свято-Тихоновского гуманитарного университета. Серия II: История. История Русской Православной Церкви. 2016. Вып. 2 (69). С. 49-65.
10. Шкаровский М. В., Веденеев Д. В. Оперативная разработка и репрессии советских органов государственной безопасности против религиозного течения «подгорновцев»(«стефановцев») в 1930—1950-е гг. // Вестник Православного Свято-Тихоновского гуманитарного университета. Серия II: История. История Русской Православной Церкви. 2017. Вып. 75. С. 94-119; Вестник Православного Свято-Тихоновского гуманитарного университета. Серия II: История. История Русской Православной Церкви. 2016. Вып. 3 (70). С. 77-92
11. Веденеев Д. В. В ожидании Армагеддона: органы госбезопасности и подполье «Свидетелей Иеговы» в Украинской ССР (1940—1960-е гг.) // Труди КДА. 2016. № 24. С. 313—327.
12. Веденеев Д. В. В ожидании Армагеддона: органы госбезопасности и подполье «Свидетелей Иеговы» в Украинской ССР (1940—1960-е гг.) // Журнал российских и восточноевропейских исторических исследований. 2017. № 1. С. 69-111 (розширена стаття).
13. Веденеев Д. В. «Решительный враг Ватикана и унии». Спецслужбы и протопресвитер Гавриил Костельник в контексте создания предпосылок к ликвидации унии в Западной Украине (1939—1944 гг.) // Вестник Православного Свято-Тихоновского гуманитарного университета. Серия II: История. История Русской Православной Церкви. 2017. Вып. 79. С. 85-105.

### на украинском
диссертации
1. Веденєєв Д. В. Становлення зовнішньополітичної служби України (1917—1920 рр.) // Автореф. дис. … канд. іст. наук. — К., 1994. — 17 с.
2. Вєдєнєєв Д. В. Діяльність спеціальних підрозділів руху українських націоналістів та Української повстанської армії (1920-1950-ті рр.): дис. … д-ра іст. наук: 20.02.22 / Національна академія Служби безпеки України. — К., 2006. — 500 арк. — Для служб. користування.

книги и брошюры
1. Спеціальні служби в історії Української держави. Навчально-методичний посібник — К.: Видавництво Національної академії Служби безпеки України, 2003. — 60 с. (у співавт. з В. Букіним)
2. Слово правди про УкраЇну: Міжнародна інформаційна діяльність Української держави 1917—1923 рр. / Д. Будков, Д. Вєдєнєєв.- К. : К. І. С., 2004.- 204 с. — ISBN 966-8039-33-5
3. Українці проти нацизму: політичний вимір: наукове видання / Д. В. Вєдєнєєв, В. І. Кучер ; Ін-т політ. і етнонац. досліджень НАН України, Нац. акад. служби безпеки України. — К. : Просвіта , 2005. — 84 с. ; 20 см. — ISBN 966-653-163-1
4. Прояви тероризму в Україні (остання чверть ХІХ — початок ХХІ ст.). Навчальний посібник. — К.: Вид-во НА СБ України, 2005. — 162 с.
5. Історіографія та бібліографія діяльності підрозділів розвідки та контррозвідки руху українських націоналістів та Української повстанської армії. 1945 — початок 2000-х років. Навчальний посібник. — К.: Видавництво Національної академії СБ України, 2005. — 62 с.
6. Вєдєнєєв Д. В., Будков Д. В. Юність української дипломатії. Становлення зовнішньополітичної служби України в 1917—1923 роках. Монографія — К. : К. І. С., 2006. — 312 с.
7. Вєдєнєєв Д. В. Дипломатична служба Української держави. 1917—1923 роки : навч. посіб. / Д. В. Вєдєнєєв; Нац. акад. Служби безпеки України. — К., 2007. — 260 c.
8. Вєдєнєєв Д. В., Биструхін Г. С. Меч і тризуб. Розвідка і контррозвідка руху українських націоналістів та УПА (1920—1945). Монографія. — К. : Ґенеза. 2006. — 408 с.
9. Вєдєнєєв Д. В., Биструхін Г. С. «Повстанська розвідка діє точно і відважно…». Документальна спадщина підрозділів спеціального призначення ОУН та УПА. 1940—1950-ті роки. — К. : К. І. С., 2006. — 568 с.
10. Биструхін Г. С., Вєдєнєєв Д. В. Війна в кам‘яних джунглях. Міська партизанська війна як феномен збройної боротьби та спеціальної діяльності. 1945—2005 рр. Монографія. — К. : Генеза, 2006. — 512 с.
11. Вєдєнєєв Д. В., Биструхін Г. С. Вєдєнєєв Д. Двобій без компромісів. Протиборство спецпідрозділів ОУН та радянських сил спецопераиій. 1945-1980-ті роки: Монографія. — К.: К.І.С., 2007 - 568 с
12. Вєдєнєєв Д. В. Задзеркалля історії: Нариси минулого спеціальних служб. — К. : К. І. С., 2008. — 288 с.
13. Гострі кігті орла. Сили спеціальних операцій США: історія та сучасність: монографія. — К.: К. І.С., 2010. — 400 с. (у співавт. з Г. Биструхіним, А. Семукой).
14. Розвіяні міфи: історичні нариси і статті. — К.: Фенікс, 2010. — 576 с. (у співавт. з. С.Шевченком).
15. Нариси з історії розвідки суб'єктів державотворення на теренах України. — К.: Преса України, 2011. — 536 с. (у співавт. з Л.Роженом, О.Гавриленком, В. Цибулькіним та інш.)
16. Діяльність органів та військ державної безпеки в Україні в період Другої світової війни (1939—1945 рр.): навчальний посібник. — К.: НВВ НА СБУ, 2011. — 98 с.
17. Українська багатопартійність: політичні партії, виборчі блоки, лідери (кінець 1980-х — початок 2012 рр.). — К.: ІПіЕНД, 2012. — 588 с. (член авторського колективу).
18. Заручниця глобального протистояння. Трагедія Великого Голоду 1932—1933 рр. в Україні у контексті «холодної війни» (1945—1991 рр.): монографія. — К.: Дорадо-Друк, 2013. — 232 с. (у співавт. з Д. Будковим).
19. Історія органів державної безпеки на Волині: документально-публіцистичне видання. — Луцьк: Ініціал, 2012. — 240 с. (у співавт. з Я. Антонюком, В. Бараном, В. Барановим та інш.)
20. Нариси воєнно-політичної історії України. Навчальний посібник. — Острог: НУОА, 2014. — 396 с. (з співавт. з В.Атаманенко, М. Близняком та інш).
21. Лікар і архіпастир: діяльність святителя Луки Кримського в контексті історії медицини і церковно-державних відносин у СРСР: історико-медичний нарис. — К.: УФК, 2015. — 72 с. (у співавт. з В. Вєдєнєєвим).
22. Організація та здійснення державної охорони: навчальний посібник. — К.: НУОУ імені Івана Черняховського, 2019. — 296 с. (заст. керівника автор. колективу).

Статьи
1. Військово-політична діяльність ОУН та УПА у світлі норм міжнародного гуманітарного права / Д. В. Вєдєнєєв, О. Є. Лисенко // Український історичний журнал. — 2007. — № 3. — С. 46-65.
2. Вєдєнєєв Д. В. Організація українських націоналістів і зарубіжні спецслужби (1920 — 1950-ті рр.) / Д. В. Вєдєнєєв, О. Є. Лисенко // Український історичний журнал. — 2009. — № 3. — С. 132—146.
3. Радянські спецслужби в України в роки Другої світової війни // Україна в Другій світовій війні: погляд з ХХІ ст. Історичні нариси. — К.: Наукова думка. — 2011. — Книга друга. — С. 279—310.
4. Вєдєнєєв Д. В. Релігійні конфесії України як об'єкт оперативної розробки німецьких і радянських спецслужб (1943—1945 рр.) / Д. В. Вєдєнєєв, О. Є. Лисенко // Український історичний журнал. — 2012. — № 4. — С. 104—126.
5. Минуле як чинник конфліктогенності в українсько-польських відносинах // Відображення Волинської трагедії в історичній пам’яті польського й українського народів: монографія. — К.: Пріоритети, 2013. — С. 220-223.
6. Вєдєнєєв Д. В. Протидія радянських спецслужб німецьким розвідці й контррозвідці на території України В 1941—1944 рр. / Д. В. Вєдєнєєв, О. Є. Лисенко // Український історичний журнал. — 2015. — № 1. — С. 69-91.
7. Веденеев Д. В. Документи радянських спецслужб щодо зовнішніх контактів українського екзархату Руської Православної Церкви у 1950-х роках // Бібліотекознавство. Документознавство. Інформологія. — 2016. — № 4. — С. 18-27.
8. Вєдєнєєв Д. В. Новітня вітчизняна історіографія діяльності розвідки та контррозвідки руху українських націоналістів і Української повстанської армії у 1920—1950-х рр. / Д. В. Вєдєнєєв, О. С. Лісов // Військово-науковий вісник. — 2016. — Вип. 26. — С. 81-94.
9. Вєдєнєєв Д. В. Документи радянських спецслужб щодо зовнішніх контактів українського екзархату Руської Православної Церкви у 1950-х роках / Д. В. Вєдєнєєв // Бібліотекознавство. Документознавство. Інформологія. — 2016. — № 4. — С. 18-27.
10. Вєдєнєєв Д. В. Документи органів державної безпеки як джерело дослідження соціокультурних особливостей «катакомбної» течії в Православ’ї в Українській РСР у 1920-ті — 1950-ті рр. / Д. В. Вєдєнєєв // Бібліотекознавство. Документознавство. Інформологія. — 2017. — № 1. — С. 26-36.
11. Вєдєнєєв Д. В. Спеціальний орган з координації розвідувально-диверсійної діяльності на окупованій гітлерівськими агрессорами території України: історичний досвід / Д. В. Вєдєнєєв, А. В. Слюсаренко // Військово-науковий вісник. — 2017. — Вип. 27. — С. 3-18.
12. Вєдєнєєв Д. В. Формування аппарату дипломатичного відомства Української Народної Республіки періоду Центральної Ради (1917—1918 рр.): організаційно-функціональний аспект / Д. В. Вєдєнєєв // Науковий вісник Дипломатичної академії України. — 2017. — Вип. 24(1). — С. 78-81.
13. Вєдєнєєв Д. Партизанство, пам’ять, історична культура: новаторське історико-документальне дослідження меморіалізації партизанського руху в Україні / Д. Вєдєнєєв // Бібліотекознавство. Документознавство. Інформологія. — 2017. — № 4. — С. 110—112.
14. Вєдєнєєв Д. В. Соціокультурне явище волонтерського руху в сучасній Україні // Вісник Національної академії керівних кадрів культури і мистецтв. — 2018. — № 1. — С. 3-10.
15. Вєдєнєєв Д. В. Волонтерський рух в Україні в ході російсько-української війни: ризики праці та форми державного і громадського визнання / Д. В. Вєдєнєєв, О. В. Турчак // Військово-науковий вісник. — 2018. — Вип. 30. — С. 206—216.